# Takuya Sasagaki
Takuya Sasagaki (笹垣 拓也 Sasagaki Takuya?, nacido el 1 de junio de 1991 en Shizuoka) es un exfutbolista japonés. Jugaba de delantero y su último club fue el Fujieda MYFC de Japón.

## Trayectoria

### Clubes
| Club            | País  | Año         |
| --------------- | ----- | ----------- |
| Roasso Kumamoto | Japón | 2010        |
| Fujieda MYFC    | Japón | 2014 - 2015 |

## Estadística de carrera

### J. League
| Club            | Año   | J. League | J. League | Copa J. League | Copa J. League | Total | Total |
| Club            | Año   | Part.     | Goles     | Part.          | Goles          | Part. | Goles |
| --------------- | ----- | --------- | --------- | -------------- | -------------- | ----- | ----- |
| Roasso Kumamoto | 2010  | 0         | 0         | -              | -              | 0     | 0     |
| Fujieda MYFC    | 2014  | 4         | 0         | -              | -              | 4     | 0     |
| Fujieda MYFC    | 2015  | 17        | 1         | -              | -              | 17    | 1     |
| Total           | Total | 21        | 1         | 0              | 0              | 21    | 0     |